# 레드 푸드
레드 푸드 스토어즈 (Red Food Stores, Inc. 또는 간단히 레드 푸드 )는 테네시 주 채터누가에 본사를 둔 슈퍼마켓 체인 회사이다. 주로 북서 조지아, 북동 앨라배마, 남동 테네시 에서 매장을 운영했으며, 약 55개의 매장이 같은 3개 주에서 운영되었다. 채터누가 지역민에 따르면 레드 푸드는 채터누가 역사의 오랜 아이콘이었다.

## 역사
레드푸드는 1908년 프랭크 맥도날드에 의해 시작되었다. 제2차 세계 대전 중 Red Food는 추수감사절 을 맞아 처음으로 칠면조를 파운드당 45센트에 판매했으며, 고객에게 "이번 추수 감사절에는 군인을 초대하고 칠면조를 제공하십시오"라고 광고했다. 1979년 프랑스 캉에 본사를 둔 식품 유통 회사인 프로미나드(en)는 레드 푸드를 2,300만 달러에 인수하는 데 입찰했다. 1980년까지 총 3,600만 달러에 인수가 완료되었다. 레드 푸드 인수로 프로미나드는 주로 남부 테네시를 중심으로 한 23개의 슈퍼마켓과 조지아와 앨라배마에 추가 매장을 갖게 되었다. 1979년과 1984년 사이에 20억 Ffr(프랑스 프랑) 이상을 투자할 예정이었던 프로미나드의 자금 확장을 위해 회사는 1979년에 상장했다.
1989년 4월, 레드 푸드가 고향에 있는 크로거(en) 가 소유한 7개의 슈퍼마켓을 매입하는 것은 시장의 경쟁을 매우 크게 해친다는 연방거래위원회에 결정에 따라 사실상 11시간 만에 중단되었다. 연방거래위원회의 조치는 예기치 않게 발생하였다. 한 달 후 연방거래위원회는 테네시 주 채터누가에 있는 7개의 크로거 식료품점 모두에 대한 레드 푸드의 650만 달러 인수에 대해 항의하는 소를 제기하였다. 위원회는 연방 항소 법원이 거래 금지 명령 요청을 기각한 후 항의의 소를 제기하였다.
1994년 레드 푸드는 아홀드(en)에 1억 2,900만 달러에 인수되었으며 레드 푸드 매장은 1995년 아홀드의 BI-LO(en) 매장으로 변경되었다.
2015년 7월 BI-LO의 현재 소유주인 Southeastern Grocers 는 채터누가 시장에 있는 21개의 BI-LO 매장과 북부 조지아에 있는 8개의 매장을 K-VA-T Food Stores 에 매각한다고 발표하였으며, 매장은 푸드시티 배너로 리브랜딩되었다. 이 매각으로 테네시 시장에서 BI-LO의 존재는 사라지게 되었다.

## 로고

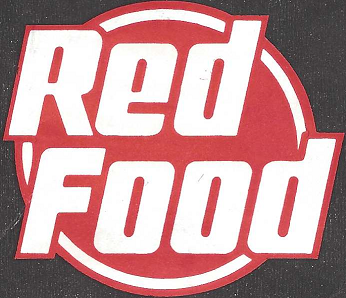
1994년 로고

레드 푸드에서 사용한 첫 번째 로고는 이 글에서 볼 수 있는 두 번째 로고와 유사하지만 가운데 수탉이 있었다. 마지막으로 사용된 로고는 글자의 안쪽과 바깥쪽에 곡선이 거의 또는 전혀 없는 일반 빨간색이었으며, 이것은 아홀드가 이 회사를 인수하기 1년 전에 도입한 것이다.

## 참조
1. 1 2  Ahold to Buy U.S. Chain, The New York Times, February 22, 1994
2. ↑  Chattanooga Deserves Better Grocery Stores 보관됨 2011-05-22 - 웨이백 머신, The Chattanoogan, December 5, 2007
3. 1 2  Jolley, Harmon (2005년 11월 23일). “Turkey Price Trend in Chattanooga, 1900 - 2005”. The Chattanoogan. 2011년 5월 22일에 원본 문서에서 보존된 문서. 2007년 11월 1일에 확인함.
4. ↑  “FTC halts Red Food's Kroger deal. (purchase of 7 supermarkets from Kroger Co. in the Chattanooga area)”. 1990. 2008년 1월 2일에 확인함.
5. ↑  Ahold in U.S.A., accessed September 10, 2006 보관됨 8월 31, 2006 - 웨이백 머신
6. ↑  “K-VA-T to buy, convert Bi-Lo in Chattanooga”. SupermarketNews.com. 2015년 7월 23일. 2015년 7월 29일에 확인함.
7. ↑  “Ahold USA Folds Red Food Stores Into BI-LO Chain”. 《Associated Press》. 2021년 10월 28일에 확인함.